# Roger De Pauw
Roger De Pauw (* 27. Februar 1921 in Antwerpen; † 3. August 2020 in Brasschaat) war ein belgischer Radrennfahrer.

## Sportliche Laufbahn
De Pauw war im Bahnradsport aktiv. 1948 war er Teilnehmer der Olympischen Sommerspiele in London. Im Tandemrennen wurde er mit seinem Partner Louis Van Schil auf dem 5. Rang klassiert.